# Шалулишань
Шалулишань (кит. упр. 沙鲁里山, пиньинь Shālǔlǐ shān) — горный хребет в Китае.

## География
Горы Шалулишань являются частью Сино-Тибетских гор. Этот хребет протянулся на 500 км от уезда Деге в провинции Сычуань на севере до уезда Шангри-Ла в провинции Юньнань на юге. Высочайшая точка — пик Гэне (6204 м). На севере отрогом гор Шалулишань является хребет Чола. Самой южной точкой хребта Шалулишань является гора Хабасюэшань.
Горы Шалулишань являются водоразделом между реками Ялунцзян (к востоку от хребта) и Цзиньшацзян (к западу от хребта).

## Галерея

Шалулишань с севереа на юг
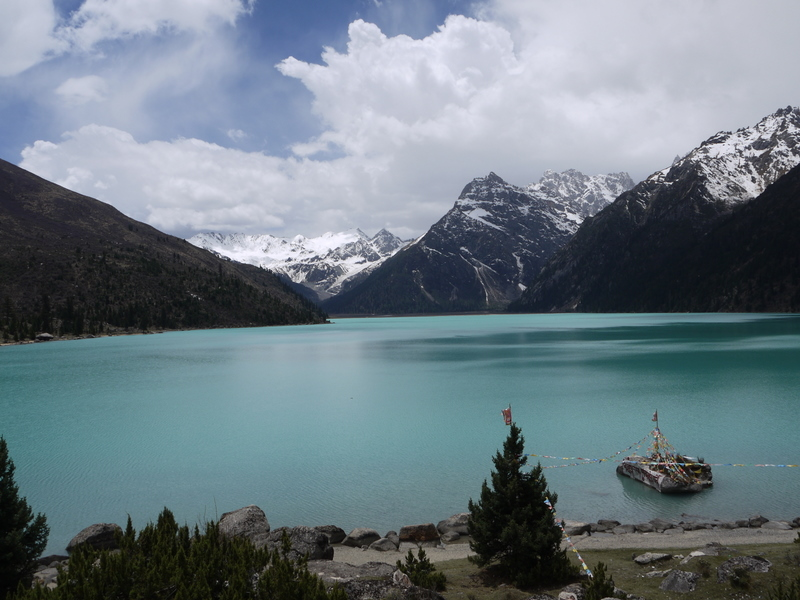
Озеро Синьлухай (Yihun Lhatso) у горы Rongma Ezha (6168 м[2])
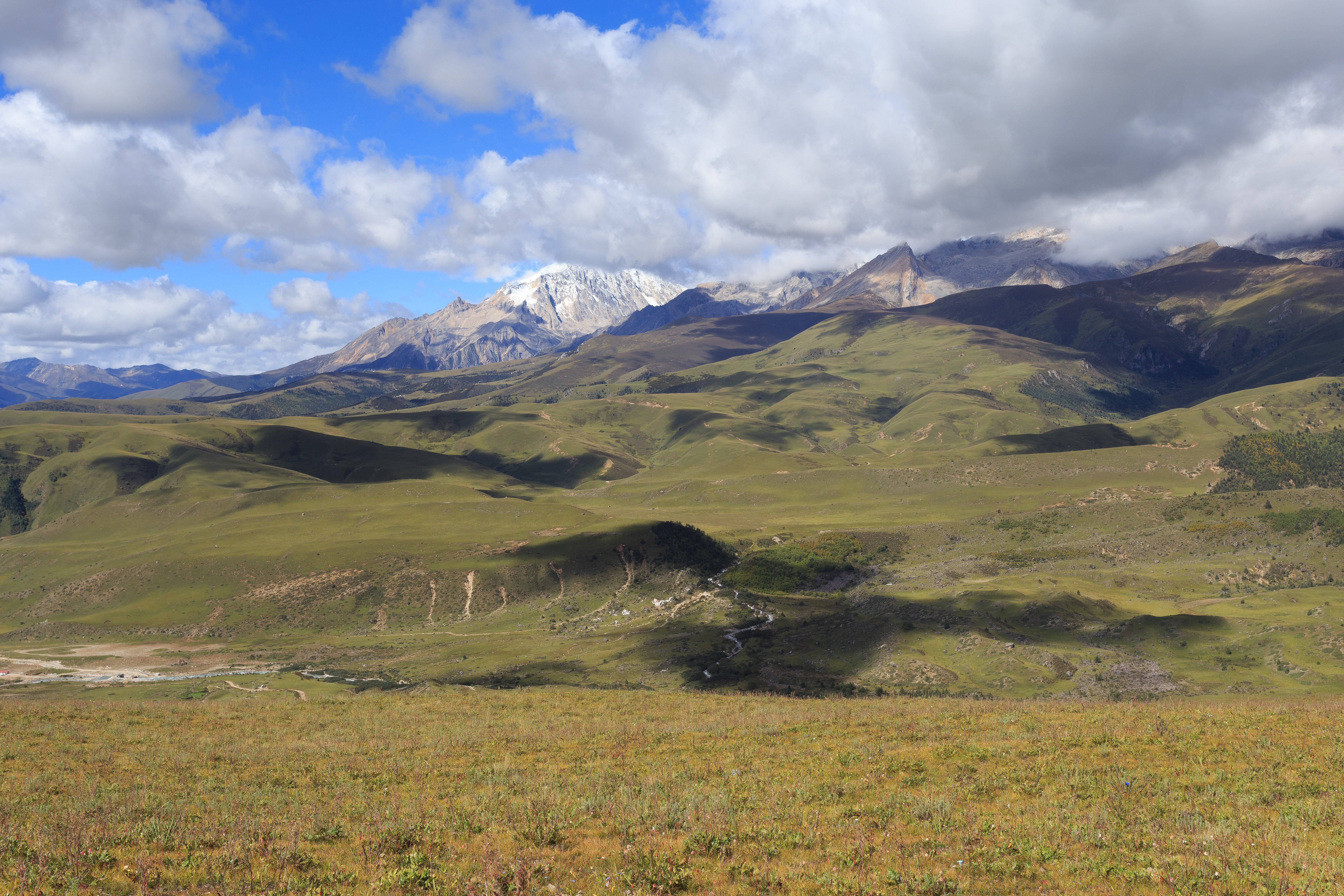
Гора Genyen
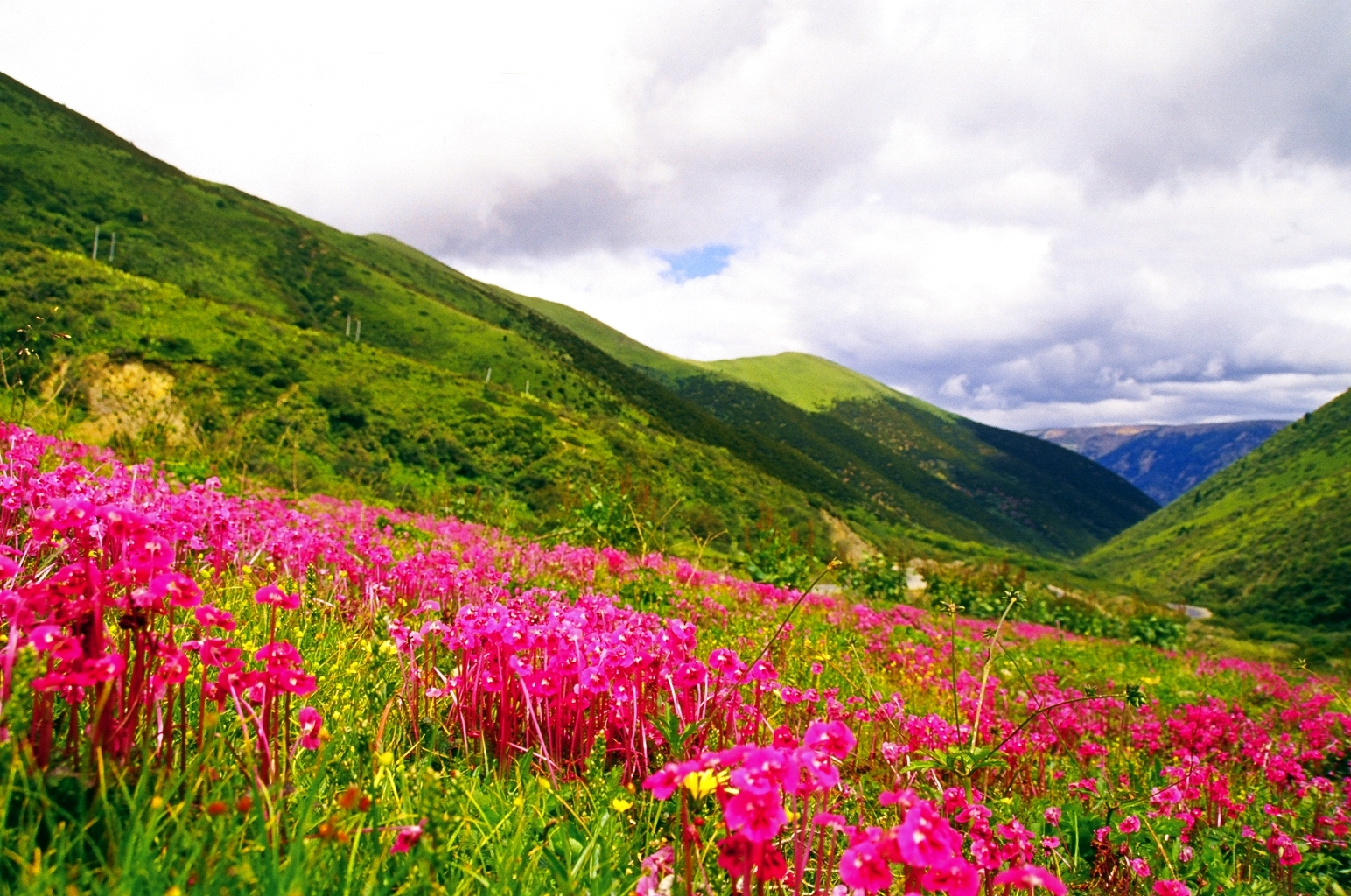
Луг возле Сангдуя, Дабба
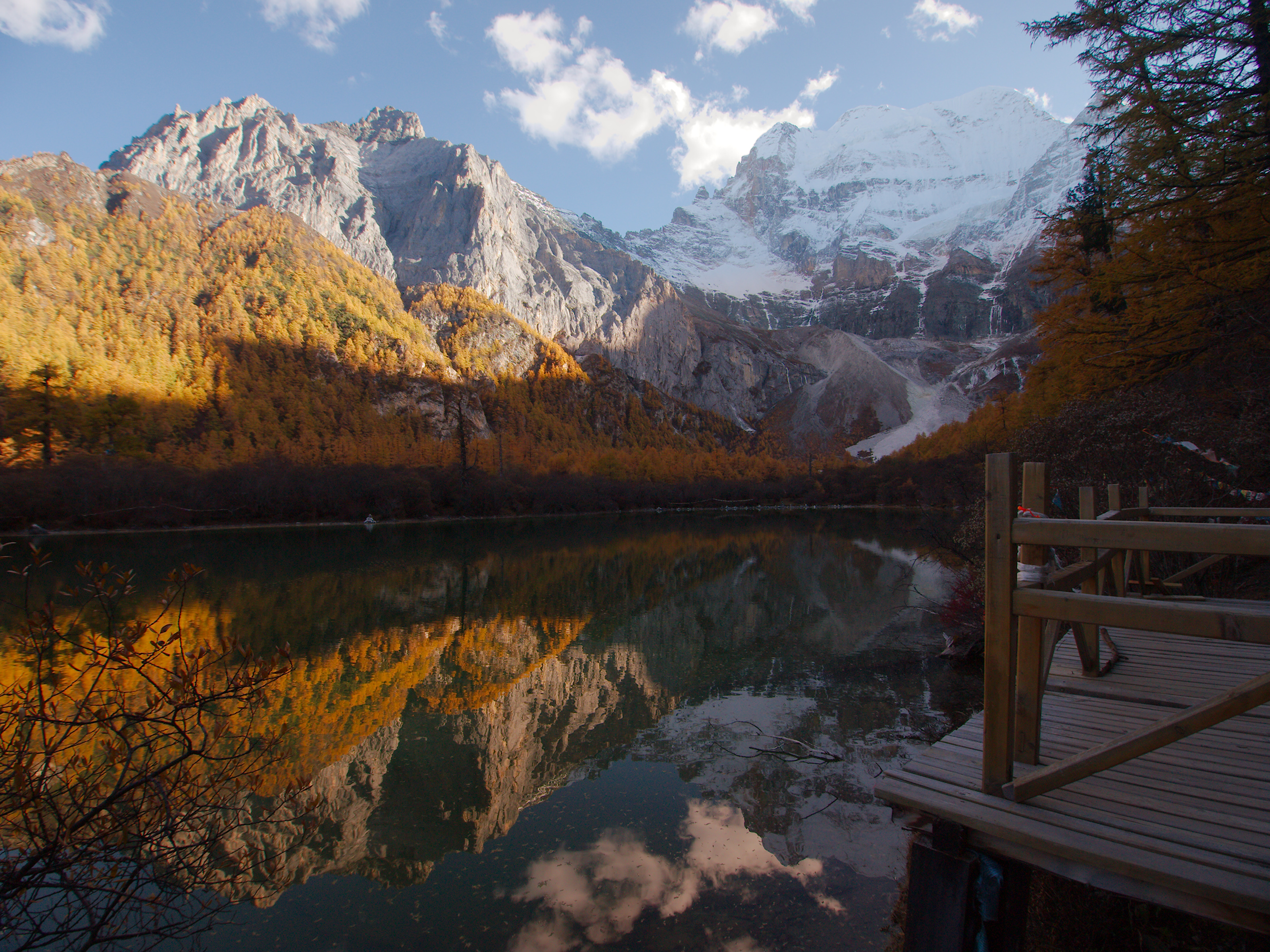
Жемчужное озеро в заповеднике Ядин (г. Chenrezig, 6032 м[3])